# 2403 Šumava

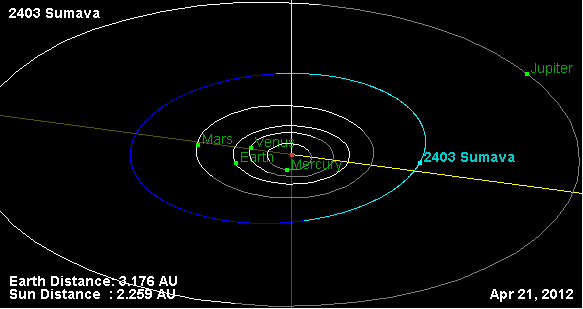
رسم بياني يوضح مدار الكويكب 2403 Šumava في النظام الشمسي.

2403 Šumava هو كويكب، يقع ضمن حزام الكويكبات. اكتشف في 5 نوفمبر 1901. وقد اكتشفه ماكس فولف.

## روابط خارجية
- 2403 Šumava في قاعدة بيانات مختبر الدفع النفاث لأجرام النظام الشمسي الصغيرة

- الاكتشاف · مخطط المدار ·  العناصر المدارية · المعلمات المادية

- 2403 Šumava على موقع ويكي سكاي: DSS2, SDSS, GALEX, IRAS, Hydrogen α, X-Ray, Astrophoto, Sky Map, Articles and images